# 外科医
外科医（げかい、英:Surgeon）とは、近代医学において手術などの外科学的処置を施す医療専門家。
時代や場所によって慣習は異なるが、現代の外科医は外科治療を生業とする前に医師免許を取得したり、医師と同じ医療研修を受けるのが通例である。 特定の身体部位を受け持つ外科医もいるし、獣医学の外科医もいる。彼らは世界各地で毎年3億件以上の外科学的処置を施していると推定されている。

## 歴史

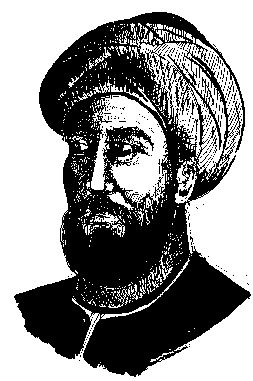
イスラーム黄金時代の医師アッ＝ザフラウィーが「近代外科学の父」の一人と見なされている。

外科手術を文書に残した最初の人物は、紀元前6世紀のインドの医師兼外科医スシュルタである。彼は美容整形外科を専門とし、鼻腔開放成形術の手順を文書化した。 彼の代表著書『スシュルタ・サンヒター』は医学に関して現存する古代の最も重要な専門書の1つで、アーユルヴェーダと外科学の双方で根幹にあたる文献と考えられている。この専門書は一般医学のあらゆる側面を扱っているが、この作品に見られる外科治療の非常に正確かつ詳細な記述から翻訳者のG・D・シンハルがスシュルタに「外科的介入の父」という異名を付けた。
インドのスシュルタ医学派が最終的に衰退した後、イスラーム黄金時代の外科医アッ＝ザフラウィー(936-1013)が効果的な医療行為として外科治療を再確立するまで、外科学はほぼ看過されていた。彼はイスラーム世界から現れた最も偉大な中世外科医と見なされており、「外科学の父」とも評されている。彼の最も偉大な医学への貢献は、30巻に及ぶ医療行為の百科事典『解剖の書 (Al-Tasrif) 』である。彼は子宮外妊娠を記述した最初の医師であり、血友病の遺伝的性質を特定した最初の医師だった。
彼の外科的処置および外科用器具の分野に及ぶ先駆的な貢献は外科学に多大な影響を与えたが、イギリスで明確な医学分野として外科学が登場したのは18世紀になってからだった。
ヨーロッパでは、外科学が主に理髪外科医と関連しており、また彼らは（しばしば戦場で）外科的処置を施すのに散髪器具を使用していた。医学と生理学の進歩に伴い、理髪師と外科医の職業が分離することとなった。19世紀までに理髪外科医は事実上姿を消し、外科医はほぼ必ず外科学を専門とする資格を有する医師となった。

## イギリス連邦での敬称
1950年、ロンドンのイングランド王立外科医師会(RCS)が同会員加入を通じて外科医に正式な地位を提供するようになった。「ミスター(Mister)」という敬称が名誉の証しとなっており、現在では多くの英連邦王国において、少なくとも4年間の訓練を経て外科的資格を取得した医師には専門研修の過程でMr, Miss, Mrs ,Msの自称を許される名誉が与えられるが、今日とはその意味が異なる。敬称の変更はコンサルタントの地位を含むものと憶測されることがあるが、北米以外の大学院で行われる長い医療研修では、資格を持った外科医がそういった地位に就くのに何年もかかる場合がある。 昔は医師の多くが医長クラスになるとこうした資格を取得し、彼らが副専門分野の研修を始めた場合もそのクラスに留まっていた。Mr等を用いた区別は、アイルランド共和国、オーストラリアの一部の州、バルバドス、ニュージーランド、南アフリカ、ジンバブエ、ほか幾つかの連邦諸国の外科医によっても使用されている。ただし2021年8月現在、王立オーストラリア外科医師会はこの慣例を段階的に廃止すると発表しており、現在は「博士(Dr)」とか「教授(Professor)」などの学術的敬称の使用を適切だと奨励している。
ちなみに日本では、外科医も含めた医師に対して「先生」という敬称が一般的に使われている。

## 軍事での敬称
多くの英語圏の国々では、用語の歴史的進化によって外科医こと「サージョン(surgeon)」という軍事的敬称が、どんな医療従事者にも（専門が外科でなくとも）適用される。アメリカ陸軍医療部隊 (US Army Medical Corps) は、負傷兵に外科治療を施すことに専念する軍人に対し、将校の給与ランクで様々な"surgeon"の米国軍職業コードを保持している。例えば、米軍における"Surgeon General"は軍医総監と訳される役職である。
日本では、戦国時代に戦乱での刀傷治療を専門とする外科医を「金創医」と呼んでいた。傷の手当てを専門に扱った医書がこの時期に現れるようになり、その止血技術が出産時の処置に応用できるとして、この時代に産科医が誕生するきっかけとなった。明治時代になると、大日本帝国軍の建軍に応じて軍医制度が作られ、外科内科に関わらず彼らは「軍医」と呼ばれた。第二次世界大戦の敗戦を経て、日本軍が解体されると共に軍医も廃止。新たに専守防衛を基本とする自衛隊が創設されてからは、自衛隊の活動にて隊員の傷病手当を行う役職を「医官」と呼んでいる。

## 専門分野

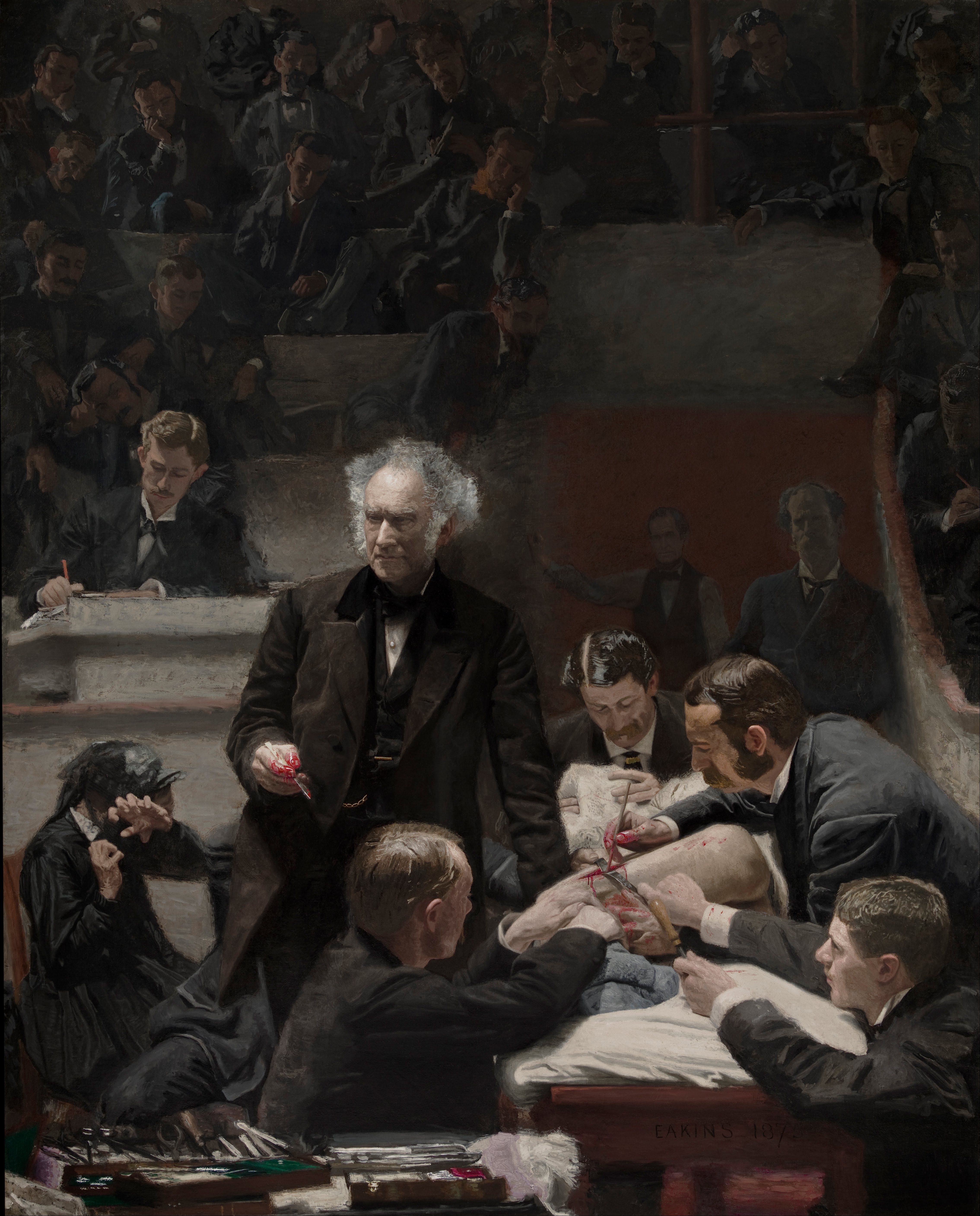
『グロス・クリニック』1875年。フィラデルフィア美術館、ペンシルベニア美術アカデミー所蔵

- 心臓外科 - 日本や米国では心臓血管外科学の一部。
- 下部消化管外科 - 大腸・肛門・小腸の外科手術に対応[13]。
- 上部消化管外科 - 小腸より上にある消化臓器に対応。下部消化管と併せて日本では消化器外科とする場合が多い。
- 頭蓋顎顔面外科[14]
- 歯科 - 歯科処置の大半は外科行為。
- 内分泌外科
- 一般外科
- 脳神経外科
- 産婦人科
- 眼科
- 口腔外科
- 整形外科
- 耳鼻咽喉科
- 小児外科
- 形成外科
- 足の外科[15]
- 外科腫瘍学
- 呼吸器外科
- 移植外科
- 外傷外科
- 泌尿器科 - 欧米では外科学の一分野として扱われる。
- 血管外科学 - 日本や米国では心臓血管外科学の一部。

一般的な開業医や家庭医学の専門家や救急医療を務める一部の医師は、限られた範囲での軽微な手術や一般的な手術、あるいは緊急手術を行う場合がある。しばしば麻酔が手術に付随し、麻酔科医が手術におけるこの部門を監督する。執刀医の助手、器械出し等を行う看護師、臨床工学技士は、執刀する外科医を補佐する訓練を受けた専門家である。
米国では、労働省による外科医の説明が「器具や装置や手動操作機器の使用など、侵襲的なり低侵襲的なり非侵襲的な外科的手法によって疾病と傷害および奇形を治療する医師」となっている。日本の厚生労働省は、外科医の仕事を「主に手術等により、患者の病気や外傷の治療を行う」ことだと概要説明している。

## 先駆けとなった外科医

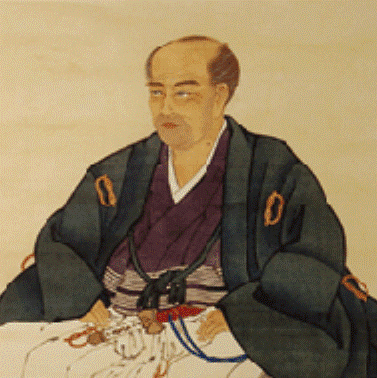
華岡青洲、世界で初めて全身麻酔を用いた手術に成功

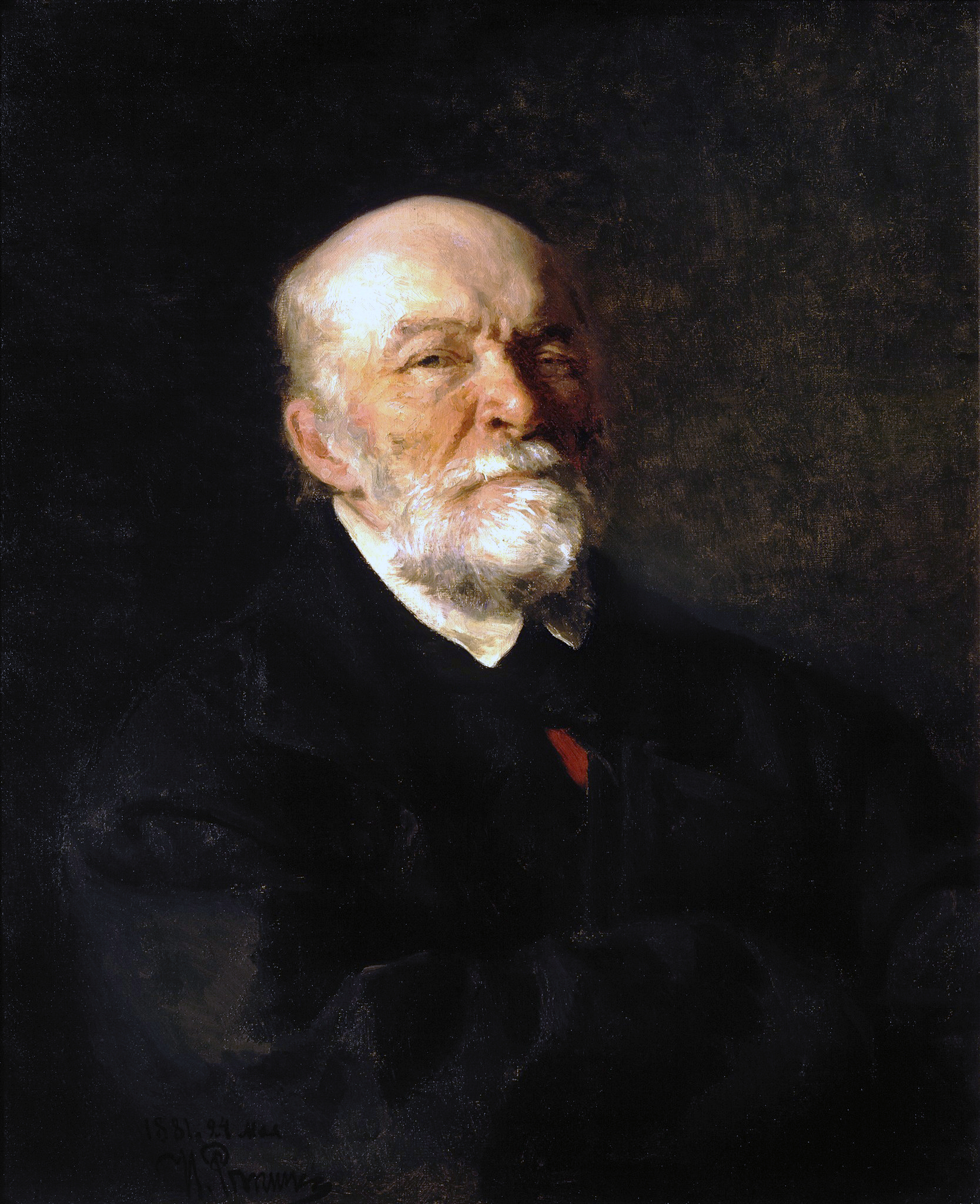
ロシアの外科医ニコライ・ピロゴフ - 野戦医療の先駆者

- スシュルタ - 紀元前6世紀に外科手術（開放鼻形成術）を初めて文書に残した[3]。
- アブー・アル＝カースィム・アッ＝ザフラウィー - 中世の最も偉大な外科医の一人で、「外科学の父」と見なされている[19]。
- 華岡青洲 - 世界で初めて全身麻酔を用いた手術（乳癌摘出）に成功。
- クリスチャン・バーナード - 心臓移植術に世界で初めて成功。
- テオドール・ビルロート - 胃癌切除手術に初めて成功。
- ハーヴェイ・ウィリアムス・クッシング - 近代脳神経外科学の父とも称される、同分野の先駆者。
- スヴャトスラフ・フョードロフ - 角膜切開(RK)術を初めて完成[20]。
- ウィリアム・スチュワート・ハルステッド - 米国で初めて外科学の医学研修を実施。
- ジョン・ハンター - 「近代外科学の開祖」と呼ばれる。非合法に解剖用死体を調達していた裏の一面から、ジキル博士のモデルともされる。
- ガブリル・イリザロフ - 四肢の骨を伸ばすイリザロフ装置やイリザロフ法の発明。
- ジョゼフ・リスター - 敗血症の外科的処置を発見。
- B・K・ミスラ - 動脈瘤の画像誘導手術を世界で初めて成功。インドで初めて覚醒下開頭術と腹腔鏡での脊椎手術を実施[21]。
- イオアニス・パリカリス - 人間の目で初となるレーシック手術を行う[22]。視力矯正のエピレーシックを開発[23]。
- ニコライ・ピロゴフ - 野戦医療の創始者。
- メアリー・エドワーズ・ウォーカー - 米国初の女性外科医。

## 組織とフェローシップ
- 日本外科学会
- 日本女性外科医会 - 2009年11月に発足[24]。
- アメリカ外科医師会(ACS)
- イギリス王立外科医師会フェローシップ(FRCS)
- オーストラリア王立外科医師会(RACS)
- カナダ王立外科医師会(RCS (Canada)